# Ribeira Principal
 (signalé en juin 2025).
Si vous disposez d'ouvrages ou d'articles de référence ou si vous connaissez des sites web de qualité traitant du thème abordé ici, merci de compléter l'article en donnant les références utiles à sa vérifiabilité et en les liant à la section « Notes et références ».
- Archive Wikiwix
- Bing
- Cairn
- DuckDuckGo
- E. Universalis
- Gallica
- Google
- G. Books
- G. News
- G. Scholar
- Persée
- Qwant
- (zh) Baidu
- (ru) Yandex
- (wd) trouver des œuvres sur Wikidata

La ribeira Principal est un cours d'eau qui s'écoule dans l'île de Santiago au Cap-Vert.

## Description
La Ribeira Principal s'écoule entièrement dans la municipalité de São Miguel au nord de l'île de Santiago. 
Sa source se trouve dans les montagnes de la Serra Malagueta et rejoint l'océan Atlantique près d'Achada Monte.